# René Laennec
René-Théophile-Hyacinthe Laennec (Quimper, 17 de fevereiro de 1781 – 13 de agosto de 1826) foi um médico francês e o inventor do estetoscópio. Laennec nasceu em Quimper, França, e estudou medicina no Hospital de la Charité, em Paris, formando-se em 1804. Inventou o estetoscópio em 1819 enquanto trabalhava no Hospital Necker.

## O estetoscópio
Laennec é o autor do clássico De l'Auscultation Médiate, publicado em agosto de 1819. Este refere-se à sua ideia de utilizar um instrumento, ou mediador, para ouvir sons no interior do corpo humano.
Prefácio de De l'Auscultation Médiate
"Em 1816, eu fui consultado por uma jovem mulher com sintomas de uma doença cardíaca, e nesse caso a percussão, bem como a aplicação da mão,  eram de pouca serventia, em virtude do grande grau de adiposidade da paciente. O outro método chamado escuta direta era inadmissível, tendo em vista a idade e o sexo dela. De repente, me lembrei de um simples e bem conhecido facto em acústica, a grande nitidez com que se ouve o arranhar de um pino em uma extremidade de uma peça de madeira ao aplicar o nosso ouvido no outro lado. Então, eu não só solicitei um laminado de papel em uma espécie de cilindro, como também apliquei o final do mesmo na região do coração e a outra extremidade no meu ouvido, e fiquei surpreso e satisfeito ao descobrir que eu podia, assim, perceber a ação do coração de uma maneira muito mais clara e distinta do que se eu alguma vez tivesse sido capaz de fazer isso pela aplicação imediata do meu ouvido."
A origem desta ideia ocorreu quando Laennec viu algumas crianças brincando perto do Louvre ouvindo as extremidades de uma longa peça de madeira que transmitiu os sons do pino arranhado. No dia seguinte, Laennec enrolou um pedaço de papel, amarrando-o com uma corda, e ouviu os seus corações enfermos com ela. Laennec era carpinteiro e, em seguida, construiu uma peça de 25 cm por 2,5 centímetros de cilindro oco de madeira onde ele também usava para ouvir os sons do peito dos pacientes. Ele depois modificou este cilindro em partes. Ele destacou os vários sons que ele ouviu e, em seguida, correlacionava com os dados anatômicos em suas autópsias. Ele também usou um pedaço de madeira sólida para 'escutar' os sons do coração. Em fevereiro de 1818, ele apresentou suas descobertas em uma palestra na Academie de Medecin, depois publicando suas descobertas em 1819.
Laennec pode ter sido motivado por diversos fatores na invenção do estetoscópio: ele tinha descoberto que se tratava de uma melhor forma de transmitir sons a partir do tórax, por oposição ao método em voga na altura de colocar o seu ouvido ao longo do peito, especialmente se o paciente estava com sobrepeso; usando um estetoscópio evitava o constrangimento de colocar o seu ouvido no seio de uma mulher; Laennec também era um estudante de arte popular na percussão em diagnósticos, mas este tinha limitações, tal como mencionado anteriormente, se o paciente estava com sobrepeso. (A arte da percussão havia sido enfatizada por Laennec com seu professor, Corvisart, que por sua vez havia popularizado o primeiro método descrito pelo médico austríaco Leopold Auenbrugger em 1761 no seu trabalho Invent hum Novum.)
Este novo método de escuta não foi imediatamente aceito por alguns médicos, que preferiram o método usual de ouvir directamente o peito com o ouvido (escuta imediata). Apesar de o New England Journal of Medicine ter relatado a invenção do estetoscópio dois anos mais tarde, em 1821, mais tarde um professor de medicina de 1885 declarou: Deus que nos fez ouvidos para ouvir, usem suas orelhas e não um estetoscópio." Até mesmo o fundador da American Heart Association, LA Connor (1866 - 1950) procedia com um lenço de seda para colocar na parede do tórax para não usar o aparelho.
Ele também designou este instrumento para mediar a escuta de estetoscópio, que é derivado do grego stethos, que significa peito e skopos que significa olhar, ou seja: olhar dentro do peito.

## Contribuições para a medicina
O livro De l'ausculta mediar foi um marco importante no conhecimento das doenças pulmonares.
Laennec mais tarde classificou e discutiu o termo egofonia.
Outras contribuições foram suas descrições médicas de peritonite e cirrose.
Apesar da cirrose ser conhecida, Laennec deu o seu nome, usando a palavra grega (kirrhos), que se referia ao moreno, amarelo nódulos característicos da doença.
Laennec originou o termo melanoma e descreveu metástases como melanoma ao pulmão.
Em 1804, enquanto ainda um estudante de medicina, ele foi a primeira pessoa a palestrar sobre melanoma. Esta palestra foi posteriormente publicada em 1805. Laennec realmente usou o termo 'melanose,' o que ele derivado do grego (Melan) para "negros". Ao longo dos anos, houve amargas trocas entre Laennec e Dupuytren, esta última objecção de que não havia menção do seu trabalho nesta área e seu papel na sua descoberta.
Ele também fez muitas contribuições importantes sobre tuberculose.
Talvez também como uma contribuição importante para a medicina foi o facto de ele despertar o espírito objetivo da observação científica. Quando ele publicou o seu texto, em 1819, ele incluiu neste lema, em grego, "a parte mais importante de uma arte é ser capaz de observar adequadamente." Seu texto foi classificado por muitos médicos como um "padrão ouro" para a prática da medicina. O professor Benjamin Ward mais tarde declarou que "o verdadeiro estudante de medicina lê Laennec com o objetivo de aprender a usar um estetoscópio, uma vez em dois anos, pelo menos enquanto ele estiver na prática. Alternando entre os trabalho original de Vesalius, Harvey e de Hipócrates".
Muito pouco se sabia da real fisiologia do coração quando Laennec escreveu o seu tratado. Ele fez duas bulhas ao descrever como o coração soa, mas pensaram erroneamente que a primeira bulha era devido à sístole ventricular, e a segunda bulha era devido à sístole atrial.

## Termos médicos com o nome de Laennec

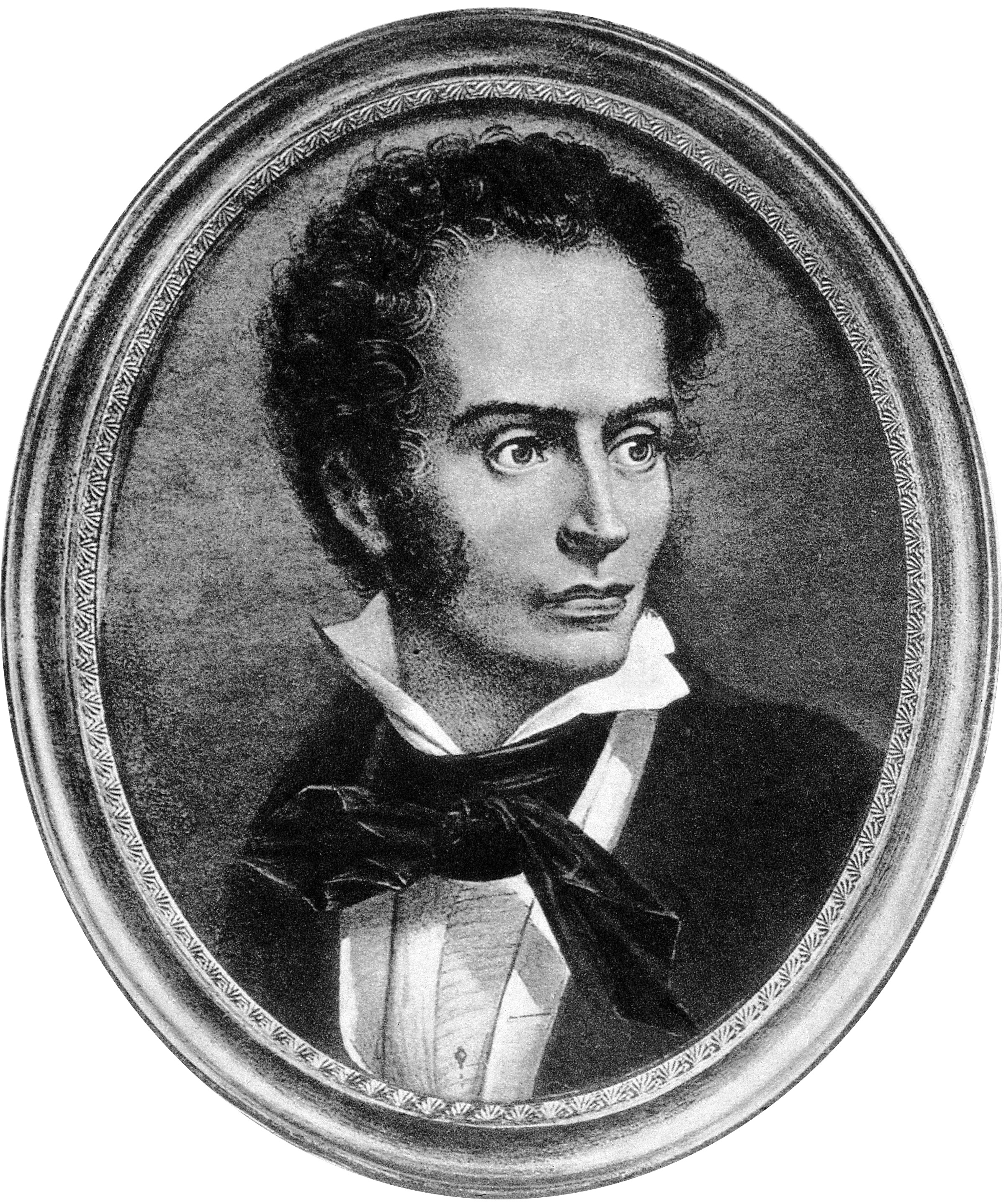
René Théophile Hyacinthe Laënnec

Cirrose do fígado, por vezes ainda é chamado Cirrose de René, por Laennec ter sido um dos primeiros a reconhecer este problema como uma entidade mórbida. Ele também tem outras denominações associadas com o seu nome: Cirrose de Laennec refere-se ao aparecimento de regeneração hepática, compreendendo pequenos lóbulos separados por uma multa, de tecido fibroso; Trombo de Laennec é um trombo pré-natal  no coração; e Pérolas de Laennec referem-se ao muco produzido por asmáticos.
Sopro de Hamman, que também é conhecido como Laënnec-Hamman, é um som ouvido ao longo do precórdio espontâneo devido a enfisema mediastinal.

## Biografia
- Ele desenvolveu seu interesse pela medicina observando seu tio, Gauillaime-Francois Laennec, na prática, como médico, em Nantes, na França.
- René Laennec era um cirurgião que praticava em Nantes durante a Revolução Francesa.
- Laennec estudou medicina em Paris no âmbito de vários médicos famosos, incluindo Dupuytren e Nicolas Corvisart des Marest (1755-1821), que foi médico de Napoleão.
- O pai dele desencorajou-lhe a continuar como médico e René teve então um período em que ele dava longas caminhadas pelo país, dançava, estudava grego e escrevia poesia. No entanto, em 1799, voltou para a medicina.
- O livro de Laennec finalmente o levou à fama e posição social que ele procurou. Ele obteve uma cadeira na Collège de France em 1822 e tornou-se um professor de medicina em 1823.
- Sua nomeação definitiva foi de chefe da Clínica Médica  no Hospital de Charité e professor no Collège de France.
- Uma das quatro escolas médicas da Université Claude Bernard Lyon foram nomeadas após ele.
- Ironicamente, Laennec sofria de asma e tuberculose e viria a falecer por causa desta última em Ploaré, Finistère, aos 45 anos. A tuberculose havia sido a causa da morte de sua mãe quando era uma criança, tinha matado seu primo e, em seguida, conduziu à sua própria morte, em 1826, após um curto período de tempo que ele tinha conseguido essa fama e respeito profissional. Seu sobrinho, Mériadec Laennec, ouviu o peito de seu tio e detectou o fatídico som da tuberculose. Ele utilizou o estetoscópio de seu tio para fazer este diagnóstico. René Laennec, em seguida, retornou à Bretanha, de Paris e escreveu seu testamento, transferindo seu estetoscópio - que considerava o maior legado da sua vida - para o seu sobrinho.[3]

Em um lado mais pessoal, Laennec era um homem muito simpático. Sendo um bretão, ele era um católico muito devoto. Alguns referem-se à sua caridade para com os pobres como sendo proverbial. Ele era amado por seus colegas e seus alunos, tendo incentivado seus alunos a aprender o idioma inglês.

## Marcas de Laennec em Paris
Sobre a parede exterior do Hôpital Necker, onde Laennec escreveu um de seus livros, com o estetoscópio, próximo à entrada do hospital, em 149, Rue de Sèvres, existe um monumento em mármore com um comprimido retrato de Laennec e esta inscrição: "Dans cet Hôpital Laennec découvrit l'auscultation. 1781-1826". Alguns dos mais antigos edifícios do hospital podem ser vistos na mesma frente desta grande e moderna área médica.

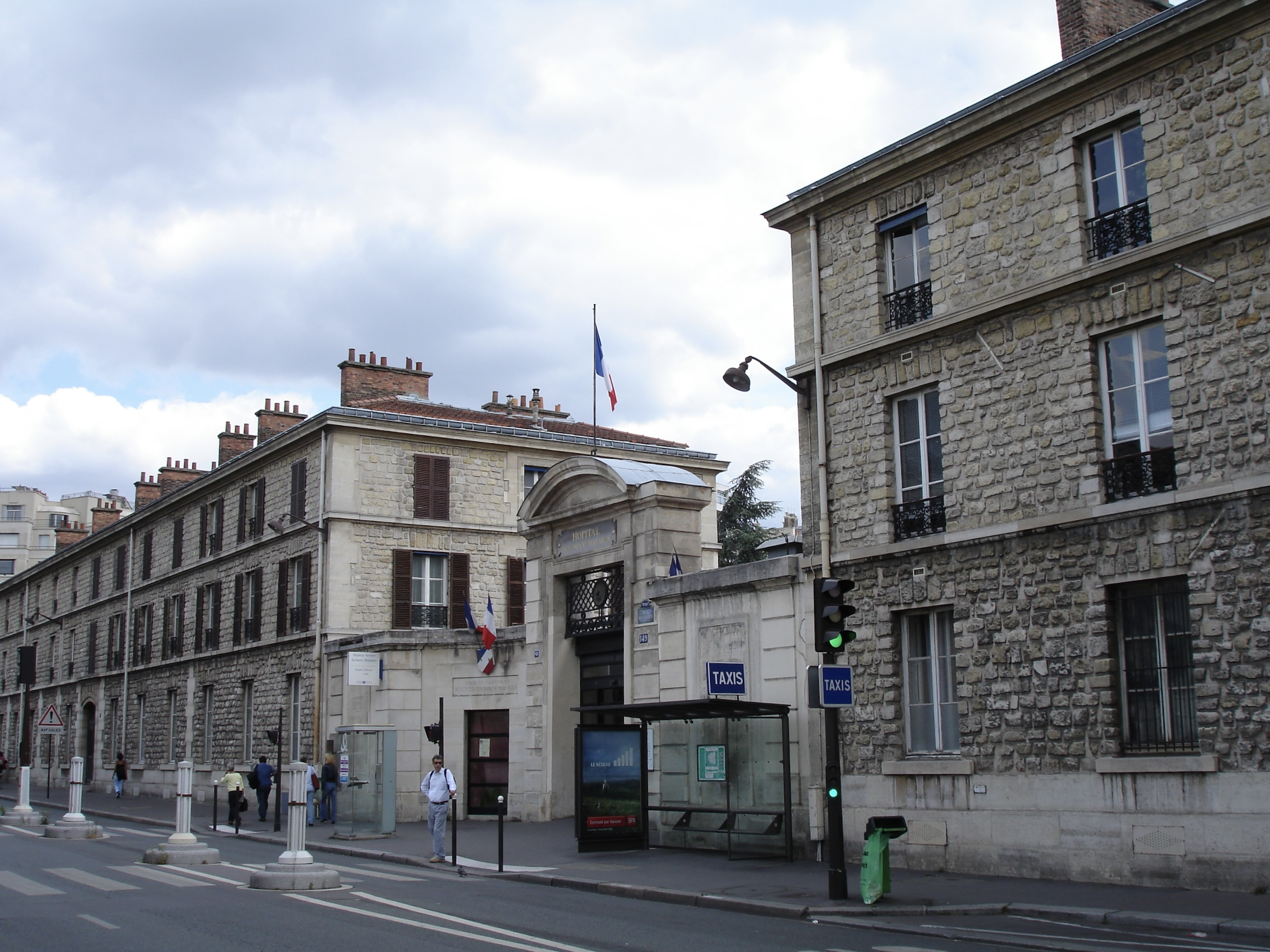
A entrada de Rue de Sevres
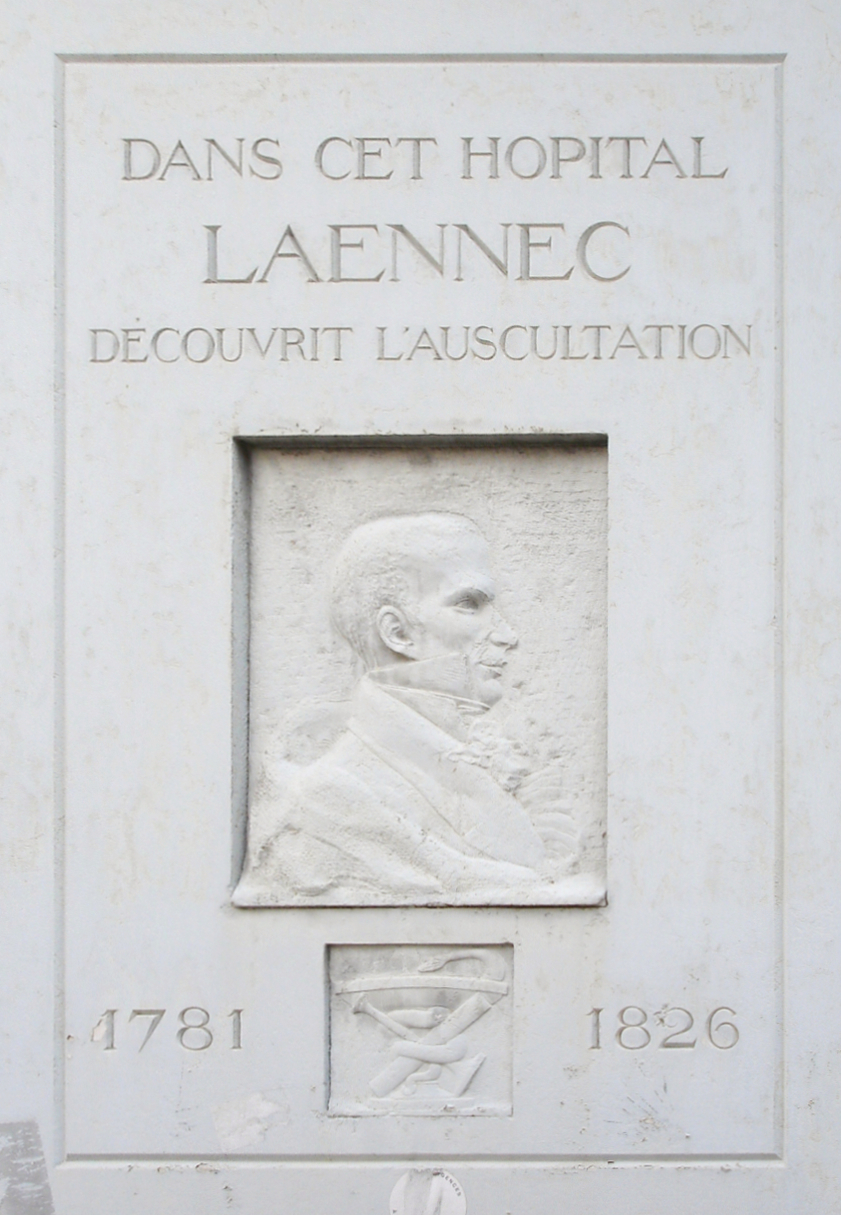
Memorial de Laennec
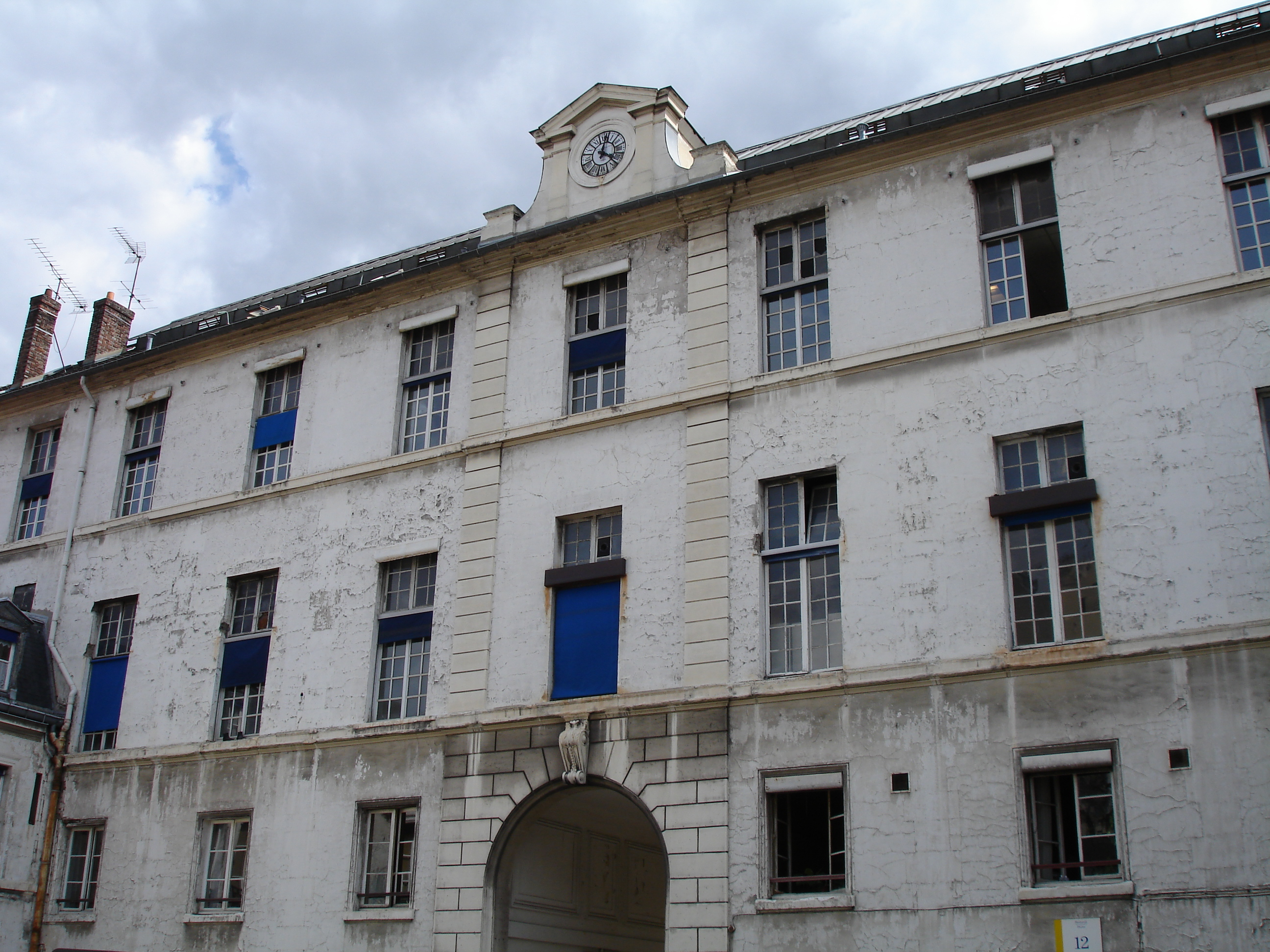
Um dos prédios antigos do hospital